# Guindilia dissecta
Guindilia dissecta là một loài thực vật có hoa trong họ Bồ hòn. Loài này được (Covas & Burkart) A.T.Hunziker mô tả khoa học đầu tiên năm 1976.